# 줄리언 리칭스
줄리언 리칭스(Julian Richings, 1956년 8월 30일 ~ )는 영국과 캐나다의 배우이다.

## 출연 작품

### 영화
- 네이키드 런치 (1991)
- 문라이트 앤 발렌티노 (1995)
- 미믹 (1997)
- 큐브 (1997)
- 캠퍼스 레전드 (1998)
- 레드 바이올린 (1998)
- 락 시티 (1999)
- 더 클레임 (2000)
- 오픈 레인지 (2003)
- 나 없는 내 인생 (2003)
- 데드 캠프 (2003)
- 빙 줄리아 (2004)
- Skinwalkers (2006)
- 엑스맨: 최후의 전쟁 (2006)
- 쏘우 4 (2006)
- 거침없이 쏴라! 슛 뎀 업 (2007)
- 엘레지 (2008)
- 서바이벌 오브 더 데드 (2009)
- 퍼시 잭슨과 번개 도둑 (2010)
- 맨 오브 스틸 (2013)
- 콜로니: 지구 최후의 날 (2013)
- 스피벳: 천재 발명가의 기묘한 여행 (2013) - 리키 역
- We Are Not Here (2013) - 단편
- Patch Town (2014)
- 디아블로 어둠의 파수꾼 (2014)
- 더 위치 (2015)
- 리그레션 (2015)
- 폴라 (2019)
- 사악한 쾌락: 킬러들의 험담 (2020)
- 잭슨을 위해서라면 뭐든지 (2020)
- 카오스 워킹 (2021)
- 보 이즈 어프레이드 (2023)

### 텔레비전
- 오우삼의 미션 특급 (1997-98)
- 니키타 (1997-99)
- 스티븐 킹의 킹덤 (2004)
- 하트랜드 (2009-10)
- 로스트 걸 (2010)
- 수퍼내추럴 (2010-15) - 죽음 역
- 트랜스포터: 시리즈 (2012)
- 머독 미스터리 (2012)
- 헬 온 휠즈 (2014)
- 오펀 블랙 (2014-16)
- 한니발 (2015)
- 더 익스팬스 (2015)
- 더 매지션스 (2017)
- 12 몽키즈 (2018)
- 둠 패트롤 (2019)
- 신들의 전쟁 (2019)
- 엄브렐러 아카데미 (2022)
- 기예르모 델 토로의 호기심의 방 (2022)